# 熊谷基地
座標: 北緯36度10分8秒 東経139度18分48秒 / 北緯36.16889度 東経139.31333度

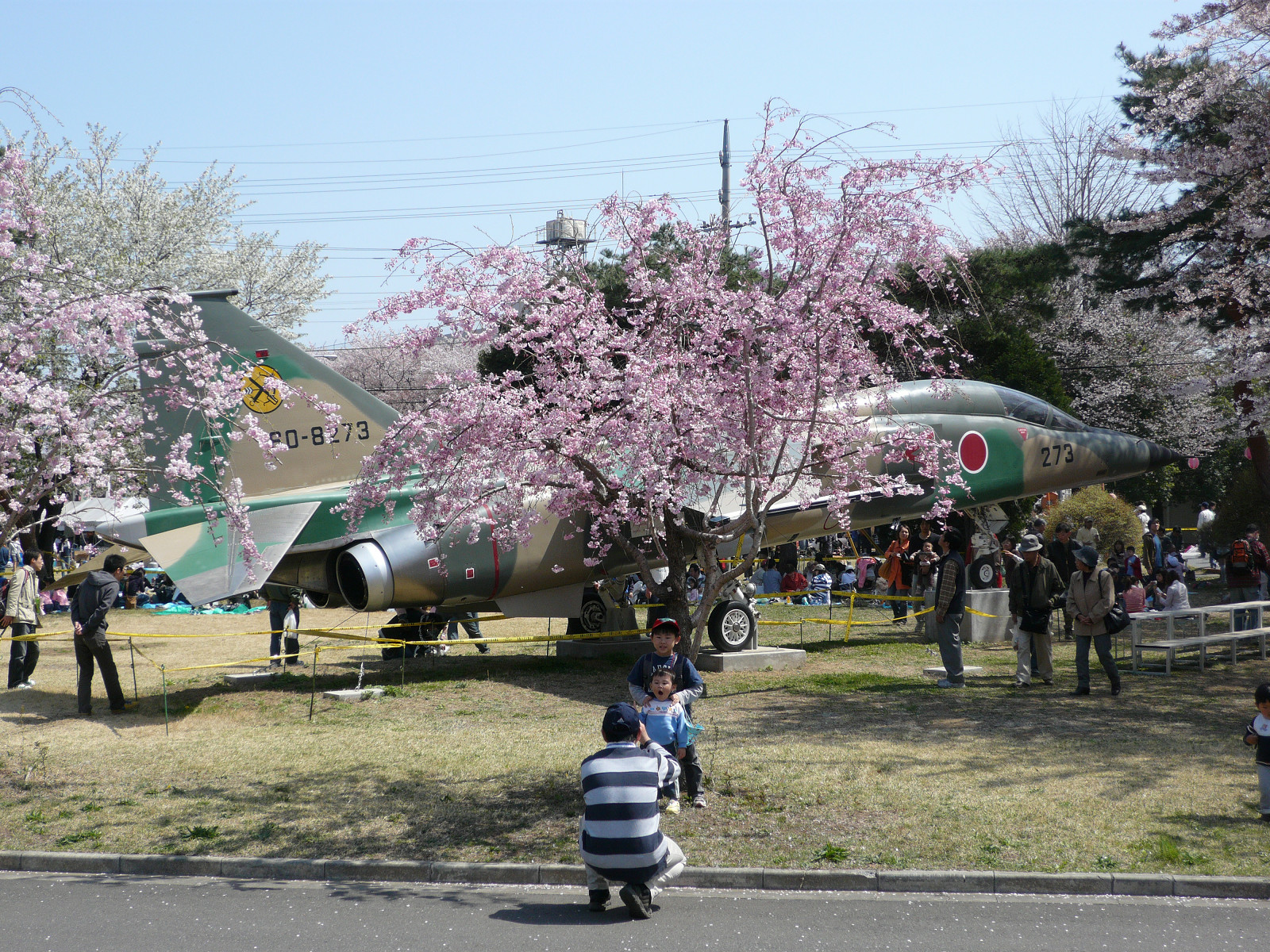
熊谷基地 2008年4月さくら祭 三菱F-1傍にて

熊谷基地（くまがやきち、JASDF Kumagaya Airbase）は、埼玉県熊谷市拾六間839に所在し、航空自衛隊第4術科学校等が配置されている航空自衛隊の基地である。飛行場施設はヘリポートがあるだけで、滑走路は有していない。基地司令は第4術科学校長が兼務。開庁行事は「さくら祭」の名称で4月上旬に開催しておりブルーインパルスの飛行も行っている。(近年不参加)
旧陸軍の熊谷飛行学校の跡地にありその歴史は古い。昭和13年に昭和天皇が行幸した事もあり、基地内にはそれを記念した記念碑が建っている。
教育隊が配置されており、自衛官候補生・一般曹候補生として航空自衛隊に入隊した隊員は本基地、又は山口県の防府南基地で約3か月の基礎訓練を受けることになる。女性隊員の受け入れは平成2年以降防府南基地のみで実施されていたが、令和6年度より熊谷基地での女性の新入隊員の受け入れが開始された。
基地司令は、第4術科学校長が兼務。

## 沿革
- 1935年（昭和10年）12月：熊谷陸軍飛行学校として創設
- 1938年（昭和13年）10月：昭和天皇行幸
- 1945年（昭和20年）9月：米陸軍第43師団が進駐し「U.S.ARMY CAMP WHITTINGTON」となる
- 1958年（昭和33年）
  - 3月25日：宇都宮駐屯地において臨時第2航空教育隊が新編
  - 7月26日：臨時第2航空教育隊が熊谷に移動。米陸軍「U.S.ARMY CAMP WHITTINGTON」日本政府に返還
  - 8月1日：航空自衛隊熊谷基地開設。第2航空教育隊を編成（新隊員課程 第31期から教育開始）航空警務隊熊谷警務分遣隊を新編
- 1959年（昭和34年）10月1日：第2術科学校熊谷分校が新編（航空生徒隊を編成（防府南基地から移転））
- 1961年（昭和36年）7月15日

1. 航空自衛隊第4術科学校を新編（第2術科学校熊谷分校を廃止）
2. 航空生徒隊を第4術科学校へ隷属替え
3. 中央航空通信群移動通信隊を新編

- 1982年（昭和57年）12月21日：第2航空教育隊を航空教育隊第2教育群と改編
- 1989年（平成元年）3月16日：航空生徒隊を航空教育隊へ隷属替え
- 2002年（平成14年）10月：第4術科学校本部庁舎新設
- 2003年（平成15年）：上級空曹課程開始
- 2008年（平成20年）：基地創立50周年
- 2011年（平成23年）3月19日：航空自衛隊生徒の教育終了に伴う部隊整理（生徒隊を廃止）

## 配置部隊・機関
- （航空教育集団）
  - 航空自衛隊第4術科学校
  - （航空教育隊）第2教育群
- （航空システム通信隊）
  - 第1移動通信隊
- （航空警務隊）
  - 熊谷地方警務隊